# Вільгельм Фрідріх Ґмелін
Вільгельм Фрідріх Ґмелін (26 листопада 1760, Баденвайлер — 22 вересня 1820, Рим) — німецький графік, майстер гравюри і офорту.

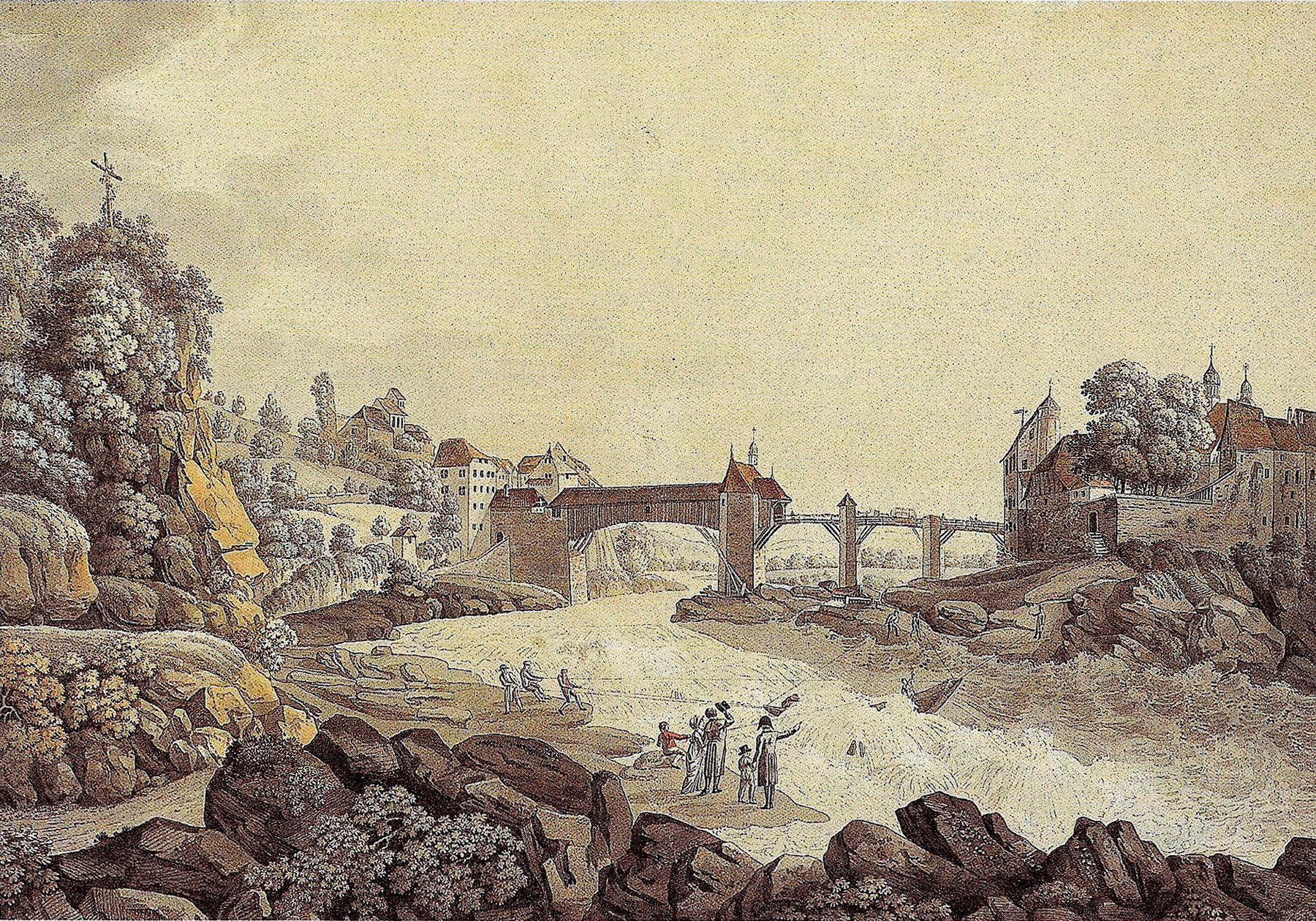
Ґмелін: Ляуфенбрюке, 1785

## Життєпис
Перші уроки Ґмелін отримав від свого батька, який був пастором у Баденвайлері. Потім відвідував латинську школу в Мюлльгаймі. У 1776 році, у віці 16 років, він розпочав навчання як гравер у Базельській художній школі у Крістіана фон Мехеля, яке тривало десять років.
У 1786 році він переїхав до Рима для подальшої освіти (див. Карл Філіп Моріц : Подорож німця в Італію, 1792/93, частина друга) і незабаром, на запрошення Якоба Філіпа Гакерта, до Неаполя. У 1790 році знов повернувся до Рима. З цього часу мотиви природи формують його мистецьку спрямованість. Свої малюнки він здебільшого робив сепією; згодом також малював.
Під час революційного періоду він перебував у Німеччині в 1798 році, а потім знову з 1800 до 1801 року, де працював переважно в Дрезденській галереї під час свого останнього перебування. Тут за Клодом Лорреном створені «Пейзаж з втечею в Єгипет» і «Ацис і Галатея » (1802). Останні 20 років життя провів у Римі. З 1803 року він утримував майстерню та квартиру на площі Іспанії. У 1805 році, серед інших, одним із його гостей був Александер фон Гумбольдт, чиї ескізи були вигравірувані на міді Ґмеліним, напр. a. за ілюстованим есе Гумбольдта Vues des Cordillières et monuments des peuples indigènes de l'Amérique (1810–13).
Серед своїх численних гравюр, заснованих на його власних малюнках і особливо на малюнках Клода Лоррена, Ніколя Пуссена та Ґаспара Пуссена, сам Ґмелін оголосив гравюрну репродукцію млина авторства Клода Лоррена/Il Molino di Claudio (1804) своїм кращим твором. Ця картина Лоррена 1648 року під фактичною назвою «Шлюб Ісаака та Ребеки» знаходиться в Палаццо Доріа-Памфілі в Римі — гравюра Ґмеліна м. ін.. в художній колекції Йоганна Вольфґанґа фон Ґете.
Ґмелін винайшов кілька верстатів, спеціально для гравіювання. Він також виявив високу майстерність у виробах, виточених з дерева.
Його син Йоганн Ґеорґ Ґмелін (1810-1854) сам був шанованим художником. Його брат Карл Крістіан Ґмелін (1762-1837) був мінералогом і ботаніком.

## Ювілейна виставка
З нагоди 250-річчя від дня народження художника Художній музей Гогенкарпфен влаштував 25 липня до 7 листопада 2010 виставку «Вільгельм Фрідріх Ґмелін – ведути та ідеальні пейзажі епохи Ґете».